# Battifollo
Battifollo est une commune italienne de la province de Coni, dans la région Piémont.

## Administration
| Période                                  | Période  | Identité                  | Étiquette | Qualité |
| ---------------------------------------- | -------- | ------------------------- | --------- | ------- |
| 08/06/2009                               | En cours | Giovanni Secondo Barberis |           |         |
| Les données manquantes sont à compléter. |          |                           |           |         |

### Communes limitrophes
Bagnasco, Ceva, Lisio, Nucetto, Scagnello